# Pizzo (comune)

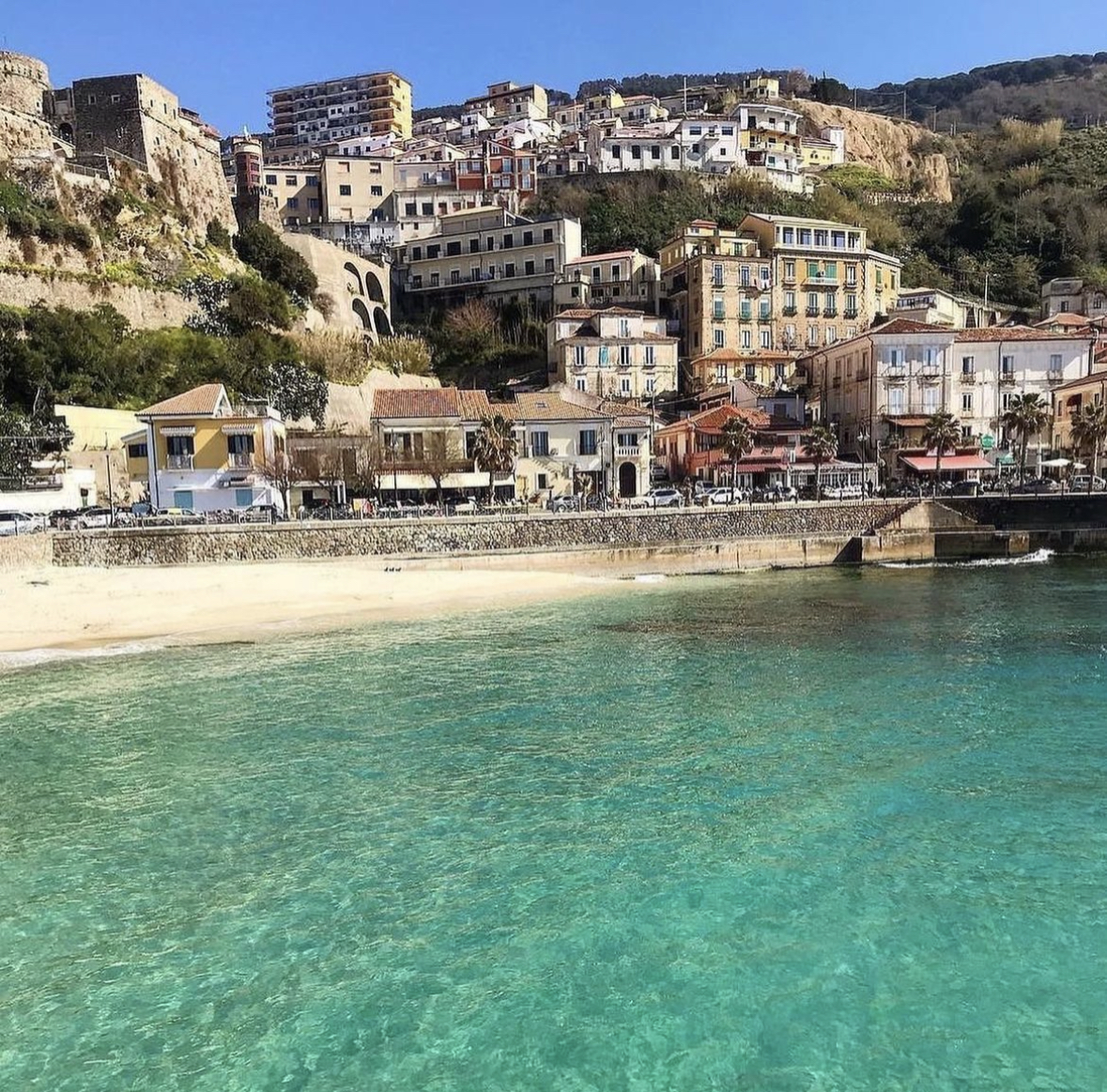
Pizzo (veduta della Marina)

Pizzo (spesso impropriamente chiamato Pizzo Calabro, u Pìzzu in calabrese) è un comune italiano di 8 679 abitanti della provincia di Vibo Valentia in Calabria. Si trova sulla Costa degli Dei. Il borgo è localmente conosciuto per la produzione del tartufo di Pizzo e per la tradizione gelatiera.

## Geografia fisica

### Territorio
Pizzo è un borgo sulla costa, arroccato su di un promontorio al centro del Golfo di Sant'Eufemia. Il suo territorio comprende una costa frastagliata, contraddistinta da spiagge sabbiose in alcuni tratti e da scogli in altri. Sulla costa Nord Est, dalla pineta Mediterranea fino alla rocca si estendono quasi 9km di ampie spiagge sabbiose. Al termine della contrada Marinella si alza la montagna di Vibo, che fa da cortina al territorio, che ha il suo confine con Maierato e Vibo Valentia in alto, sul crinale delle colline. Più a Sud, dove si innalza il masso tufaceo su cui nasce e si sviluppa Pizzo, la costa diventa rocciosa con numerose calette e zone ricche di scogli naturali, nonché diverse grotte, fra cui la Grotta Azzurra, riaperta negli ultimi anni, dopo vari interventi per la protezione dal moto ondoso.
Nella zona centrale c'è la spiaggia della Seggiola, piccolo fiordo al centro del masso tufaceo su cui è arroccato l'abitato su cui domina il Castello Aragonese eretto nella seconda metà del XV secolo da Ferrante d'Aragona e la Marina, graziosa località balneare nonché ritrovo notturno.

### Clima
In base alla media trentennale di riferimento 1961-1990, la temperatura media dei mesi più freddi, gennaio e febbraio, si attesta a 12,2 °C; quella del mese più caldo, agosto, è di 26,3 °C.
Le precipitazioni medie annue si aggirano sui 550 mm e si distribuiscono mediamente in 73 giorni, con un prolungato minimo estivo ed un moderato picco tra l'autunno e l'inverno.
| Pizzo Calabro         | Mesi   | Mesi   | Mesi   | Mesi  | Mesi   | Mesi   | Mesi   | Mesi   | Mesi   | Mesi   | Mesi   | Mesi   | Stagioni | Stagioni | Stagioni | Stagioni | Anno |
| Pizzo Calabro         | Gen    | Feb    | Mar    | Apr   | Mag    | Giu    | Lug    | Ago    | Set    | Ott    | Nov    | Dic    | Inv      | Pri      | Est      | Aut      | Anno |
| --------------------- | ------ | ------ | ------ | ----- | ------ | ------ | ------ | ------ | ------ | ------ | ------ | ------ | -------- | -------- | -------- | -------- | ---- |
| T. max. media (°C)    | 14,2   | 14,4   | 15,8   | 17,9  | 22,4   | 26,1   | 28,8   | 29,6   | 26,8   | 23,0   | 18,8   | 15,6   | 14,7     | 18,7     | 28,2     | 22,9     | 21,1 |
| T. min. media (°C)    | 10,1   | 9,9    | 10,7   | 12,3  | 16,1   | 19,8   | 22,3   | 23,0   | 20,5   | 17,3   | 14,0   | 11,5   | 10,5     | 13,0     | 21,7     | 17,3     | 15,6 |
| Precipitazioni (mm)   | 64     | 68     | 54     | 47    | 23     | 15     | 15     | 22     | 37     | 61     | 68     | 86     | 218      | 124      | 52       | 166      | 560  |
| Giorni di pioggia     | 10     | 9      | 8      | 7     | 3      | 2      | 2      | 3      | 4      | 7      | 8      | 10     | 29       | 18       | 7        | 19       | 73   |
| Vento (direzione-m/s) | SW 7,8 | SW 8,2 | SW 8,2 | W 7,9 | SW 6,6 | SW 6,8 | NW 7,7 | NW 7,4 | NW 6,8 | SW 7,9 | SW 8,7 | SW 8,4 | 8,1      | 7,6      | 7,3      | 7,8      | 7,7  |

## Storia
Come per molte altre località calabresi, nei secoli scorsi è stata cercata una origine nell'antica Magna Grecia, con qualche eroe eponimo. Così oggi alcuni ripetono che Pizzo è stata fondata da Nepeto ai tempi dell'antica Grecia. Ma non c'è nessuna evidenza di ciò, anche se localmente qualcuno usa per motivi commerciali la dizione Napitia "napizia", e la voce "napitini" per gli abitanti.  Strabone (Geografia, VI.5) riferisce che in quell'area si poteva trovare la migliore resina (aristen pittan) raccolta dai pini di quei monti, e questo porterebbe a far derivare il nome di Pizzo da quello greco per "resina" .
Ci sono notizie certe dell'esistenza di un forte e di un borgo solo a partire dal 1300, e dell'esistenza di una comunità di monaci Basiliani, mentre restano tracce nel territorio di un'antica attività di pesca, specialmente del tonno. Il nome Pizzo ( = becco d'uccello, punto sporgente) si attaglia perfettamente al promontorio tufaceo che sporge sul mare, elevandosi dalla foce del fiume Angitola, fino alla spiaggia della Marina, dove fu collocato nel XV secolo anche il piccolo forte Aragonese, detto oggi Castello Murat, per i tragici eventi del 13 ottobre 1815.
La posizione privilegiata e il castello favorirono la crescita del borgo marinaro, anche per la fortunata attività di pesca del tonno. Per secoli, i tonni dominarono i mari raggiungendo a migliaia le spiagge del golfo di Sant'Eufemia; qui sorsero i famosi tonnocastelli di Bivona e di Pizzo. Proprio a fianco della Chiesa della Piedigrotta, nella spiaggia denominata Prangi, nella zona detta Centofontane, per l'esistenza ancora attuale di moltissime fonti di acqua dolce, il rais ed i suoi uomini collocavano, fino agli anni settanta la tonnara che veniva tenuta da cavi che partivano dalle rocce a terra, sotto l'attuale Chiesa di San Francesco di Paola. Nelle rocce a mare ci sono le tracce di questa attività. È crollato l'arco di pietra che teneva il cavo, ma si notano piscine, scale, scavi, vaschette, irrorati dalle fonti di acqua dolce, oggi poco copiose, dove probabilmente si lavavano i tonni. Nel mare appaiono sommersi oggi cinque lunghi moli perpendicolari, in località Prangi /CentoFontane / grotta del Bue.
Nella zona Piedigrotta /Prangi sono quasi crollate le grotte del Bue (si pensa che ci fosse ancora in epoca ottocentesca la foca monaca, detta bue marino da cui il none), e del Saraceno /Centofontane. La grotta del Saraceno, immensa, è oggi pericolante ed è oggetto di una tradizione secondo cui per anni fosse usata dai pirati saraceni e barbareschi, come deposito delle prede e delle persone catturate nelle incursioni nei paesi dell'interno. Ciò è possibile considerando che quella zona del litorale era rimasta spopolata per secoli proprio a causa dell'incessante azione banditesca di pirati di diversa origine, impegnati nella cattura di schiavi. Pizzo era famosa in epoca borbonica come località di arrivo della nave postale da Napoli, anche se non aveva un porto vero e proprio, e come posto di provenienza di pesci prelibati, in primis il tonno, fresco o sott'olio. I re Borboni spesso facevano richiesta di tonno ed altri pesci, per cui Pizzo andava famosa.
I Borboni fecero qualche intervento per Pizzo, e c'è traccia del viaggio del 1854 del Re Ferdinando II, che venne in Calabria con l'esercito napoletano in esercitazione armata, e con il figlio Francesco (da lui chiamato Ciccillo). Una notte il Re era rimasto impantanato alla foce del fiume Angitola, ed i Pizzitani gli offrirono ospitalità, in case signorili, ma il re volle accettare l'ospitalità del convento di San Francesco di Paola, cui era devotissimo. Si tramanda che il convento fosse assolutamente impreparato a ricevere il re e che non avessero nemmeno l'acqua. Sul corso c'è la targa che ricorda l'evento. Il castello testimonia la presenza degli aragonesi nel XV secolo.
Proprio in questo luogo, il castello Aragonese, fu tenuto prigioniero e in seguito condannato a morte Gioacchino Murat, re di Napoli e cognato di Napoleone Bonaparte. Venne fucilato il 13 ottobre 1815, dopo alcuni giorni di prigionia e un processo fatto nella sala principale del castello e fu poi sepolto nella chiesa di San Giorgio. Oggi il castello aragonese di Pizzo viene denominato Castello Murat. All'interno del Castello c'è il museo provinciale murattiano.

### Simboli
Lo stemma e il gonfalone sono stati riconosciuti con decreto del capo del governo del 2 luglio 1936.
Il gonfalone è un drappo di azzurro.

## Monumenti e luoghi d'interesse

### Architetture religiose

#### Chiesa Matrice di San Giorgio
La Chiesa Matrice di San Giorgio si trova al centro del paese. È la chiesa principale, un edificio barocco eretto nel 1632 con un portale in marmo, opera dello scultore Fontana, e una statua raffigurante il Battista attribuita a Pietro Bernini. In questa chiesa si trova la tomba di Gioacchino Murat.

#### Chiesa di Maria Santissima Immacolata e San Ferdinando Re (detta della "Marina")
Edificata sulle rovine del Convento dei Padri Agostiniani per volontà di Ferdinando II Re del Regno delle due Sicilie, al suo sbarco in terra pizzitana, fu distrutta dal terremoto del 1783. In origine fu solo una cappella intitolata a S. Maria del Soccorso, ma nel 1857 venne ingrandita ed elevata al titolo di Parrocchia. 
Al suo interno è possibile ammirare gli affreschi del due più importanti artisti locali Grillo e Zimatore, i quali hanno rappresentato al centro della navata in alto Maria Immacolata, mentre la raffigurazione delle anime del Purgatorio si trova dietro il Crocifisso ligneo del 1700 di autore ignoto. 
Ai lati della navata invece si possono ammirare due grandi quadri uno raffigurante San Rocco e San Giovanni ed un altro con Maria Assunta in Cielo e Santa Lucia. 
Tra le statue vi sono quella della Madonna Addolorata datata 1860 appartenente all'omonima confraternita, quella di San Ferdinando Re, opera in carta pesta dell'artigiano leccese Antonio Papa e la Madonna Immacolata del XIX secolo. 
Interessante anche la facciata della chiesa con dei tre grandi affreschi con San Ferdinando Re, la Pietà e l'Immacolata ad opera sempre di Zimatore.

#### Chiesa di Piedigrotta
La Chiesa di Piedigrotta scavata nella roccia arenaria da naufraghi napoletani alla fine del Seicento per ringraziare Dio della vita salva. All'inizio del Novecento Angelo e Alfonso Barone ornarono la grotta con statue della roccia stessa raffiguranti personaggi delle sacre scritture.

#### Altre Chiese
- Chiesa di San Sebastiano, (Sec. XVI) sede dal 1729 con la creazione dell'Arciconfraternita del nome di SS. Maria. All'interno è possibile ammirare stucchi, statue lignee (San Giuseppe, festeggiato a marzo, San Sebastiano, festeggiato a gennaio,  SS. Nome di Maria, festeggiato a settembre; inoltre sono custodite le statue della passione e morte di Gesù, utilizzate per la tradizionale processione del Venerdì Santo, detta " di l'Angeleji") decorazioni e ori ed altre opere di artisti calabresi come Zimatore, Morani, Murmura, Grillo, Carioti. Interessanti gli stalli in noce intagliati del XVIII secolo.
- Chiesa del Purgatorio, del 1651, è anche detta "dei Morti" per via della cripta, che ospita una fossa sotterranea di tumulazione caratterizzata da numerose nicchie a parete che ospitano scheletri seduti o verticali, mantenuti da un gancio (putridarium, colatoio dei morti)[9][10].
- Chiesa della Madonna del Carmine (1579): è la chiesa più antica di Pizzo, e tra i numerosi affreschi presenti, le statue più caratteristiche sono: Madonna del Carmine (lignea) festeggiata a luglio, e Santa Rita da Cascia (lignea) festeggiata a maggio.
- Chiesa dell'Immacolata (1630). Sull'altare maggiore si trova una statua lignea dell'Immacolata, di notevole pregio, festeggiata a dicembre insieme a Santa Lucia.
- Convento dei padri minimi di San Francesco di Paola, risalente al 1579, come la corrispondente chiesa, ricostruita dopo il terremoto del 1905. Dal 2013 la Parrocchia di San Rocco e San Francesco di Paola è stata elevata a Santuario Diocesano

- Chiesa della Stazione: chiamata così perché situata vicino alla stazione di Pizzo, è dedicata alla Madonna di Piedigrotta. Più volte danneggiata dai terremoti e restaurata recentemente, ora è Parrocchia e custodisce una statua lignea della Madonna di Piedigrotta seduta su un trono, festeggiata a luglio e invocata come "Madonnina del Mare" o "dei marinai".

### Architetture civili
- Palazzo Alcalà Taccone di Sitizano
- Palazzo Caria
- Palazzo Musolino
- Palazzo Mattei
- Palazzo Camarda
- Palazzo Tranquillo
- Palazzo Trentacapilli
- Palazzo Scordamaglia Stingi
- Palazzo Castiglione Morelli
- Palazzo Pitimada
- Palazzo Bisogni
- Villa Castiglione Morelli
- Villa Cordopatri

### Architetture militari

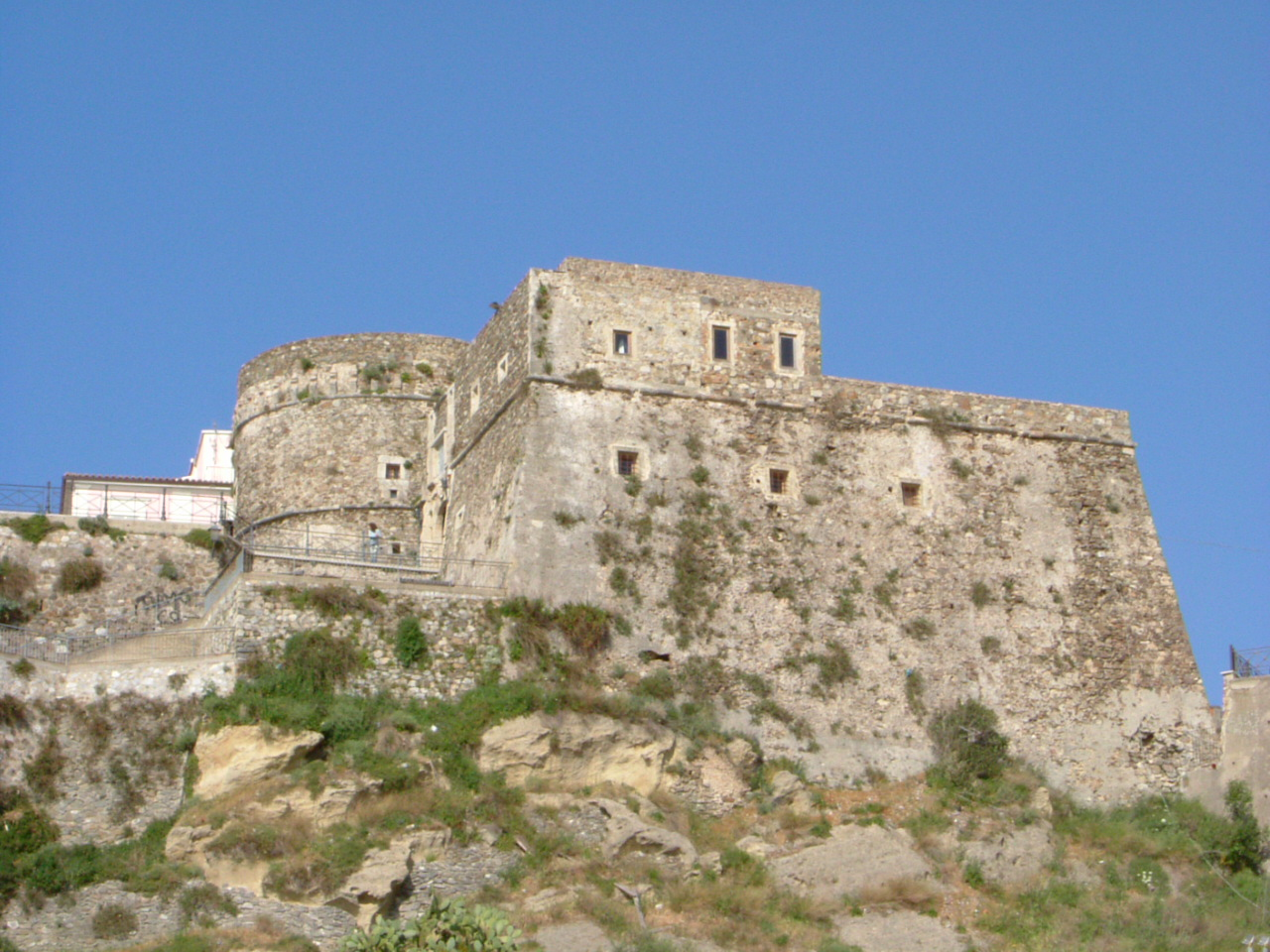
Il castello di Pizzo

Il castello in cui fu prigioniero Gioacchino Murat adibito a museo, eretto nel 1492 da Ferrante d'Aragona. È una costruzione quadrangolare da un lato a picco sul mare e dall'altro circondata da un profondo fossato. Al suo interno è custodito un residuo di una scultura di Antonio Canova (l'originale fu distrutta durante il passaggio di Giuseppe Garibaldi, ne è rimasta intatta solo una parte rappresentante un elmo). Si accedeva all'interno tramite un ponte levatoio costruito in mezzo a due torrioni, che è stato ora sostituito da un ponte tradizionale in pietra calcarea. Il castello è dedicato a Murat, che qui venne fucilato il 13 ottobre del 1815. All'interno dell'edificio vi sono alcune ricostruzioni storiche e testimonianze di quei tragici avvenimenti.

## Società

### Evoluzione demografica
Nel dettaglio gli abitanti censiti dal 1861 al 2011. 

Abitanti censiti

### Etnie e minoranze straniere
Secondo i dati ISTAT al 7 giugno 2017 i cittadini stranieri residenti erano 670 persone, ossia il 7% della popolazione, leggermente sotto la media nazionale.
Le nazionalità maggiormente rappresentate in base alla loro percentuale sul totale della popolazione residente erano:
- Bulgaria 399
- Ucraina 66
- Romania 62

## Cultura
Musei
Museo Murattiano, all'interno del Castello Aragonese
Museo civico
Museo della tonnara
Museo del mare

### Cucina

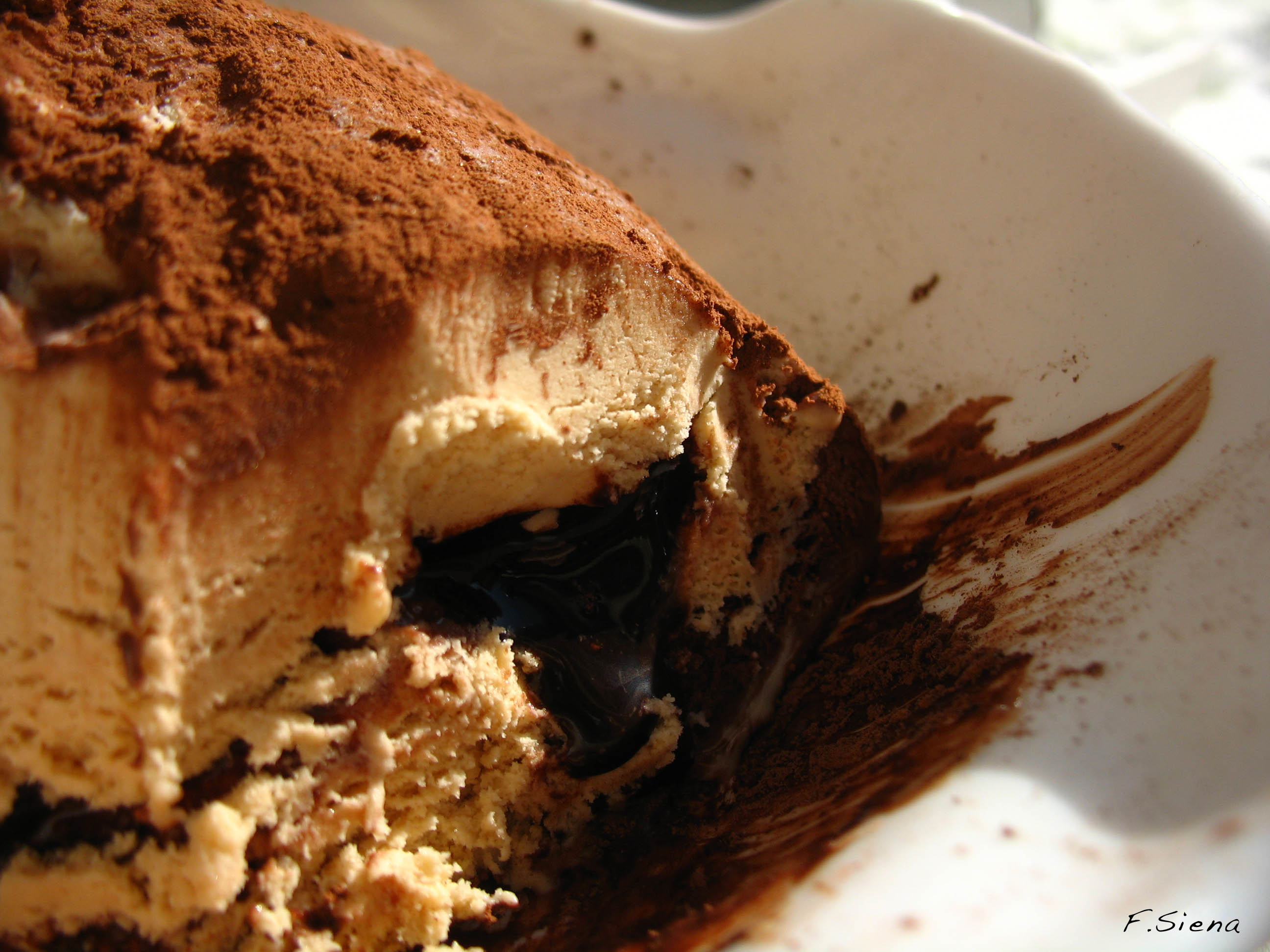
Tartufo di Pizzo

Tipici del territorio sono il tartufo di Pizzo e i "surici" (nome con cui viene chiamato in Calabria il pesce pettine), il tonno di Pizzo, la fragola e lo zibibbo (un tipo di uva bianca).

## Economia

### Agricoltura
Sviluppata attività agricola nella zona della foce del fiume Angitola, fino a Francavilla, e attorno ai residui della immensa antica pineta marina. Prelibate e famose le fragole, esportate in tutta Europa. Attività di vivai di piante sul lido sabbioso e pastorizia nella parte a monte verso Majerato. Alcuni esercizi di agriturismo. Molto decaduta la pesca, da quando la pesca ai tonni si fa in alto mare, e per l'impoverimento delle acque dovute sia alla pesca intensiva che a fonti di inquinamento di alcuni stabilimenti nei comuni vicini. I tonnaroti pizzitani, imbarcati sui pescherecci salernitani, o siciliani o tarantini, si trovano in grave crisi occupazionale, per il recente blocco delle attività imposto dall'Unione Europea.
Particolarmente prelibati ma poveri di vero interesse economico, alcuni pesci dei fondali, come il murice, pesce di origine tropicale, chiamato surice dai pizzitani, ottimo fritto. Anche il "pesce porco", in dialetto, è un pesce tropicale emigrato nei nostri mari, il pesce balestra del Mar Rosso. Rarefatti ormai i saraghi, le orate e le spigole, vero tesoro della pesca pizzitana. Molti marinai pizzitani imbarcati su navi da crociera e su mercantili girano per il mondo. Resta una notevole attività edilizia, in un terreno purtroppo molto malridotto dalle frane, per la friabilità sia delle masse tufacee, che dei terreni di riporto dei molti torrenti dal corto percorso che hanno scavato la costa.

### Scuola e istruzione
In città è attivo un Istituto Omnicomprensivo, struttura scolastica statale complessa composta da tutte le tipologie di scuole del primo ciclo e da un Istituto tecnico per il secondo ciclo. Per quanto riguarda la scuola dell'obbligo, vari sono i plessi della Scuola dell'Infanzia e della Scuola Primaria, mentre la Scuola Secondaria di I grado è ubicata in un unico plesso in zona centrale tra l'area urbana di più recente formazione e il centro storico. 
Per ciò che concerne la scuola superiore, un tempo operavano a Pizzo l'Istituto Tecnico Nautico e la Ragioneria. Oggi, dopo la riforma dei cicli scolastici, la lunga tradizione del Nautico è raccolta dall'Istituto Tecnico a settore Tecnologico con indirizzo Trasporti e Logistica, che al termine del biennio comune offre due tipi di articolazioni ai propri studenti: Logistica e Conduzione del Mezzo (che a sua volta si divide in tre opzioni: Conduzione del Mezzo Navale, Conduzione di Apparati ed Impianti Marittimi, Conduzione del Mezzo Aereo). L'ITTL è dunque una scuola nautica collegata a una rete dei Nautici a livello nazionale e autorizzata dal Ministero delle infrastrutture e dei trasporti a certificare competenze richieste dallo standard STCW dell'IMO, sia aeronautica, dato che l'ENAC riconosce il diploma rilasciato dalla scuola locale quale percorso formativo idoneo al conseguimento della licenza di operatore F.I.S. “Licenza di operatore del servizio di informazioni volo”. 
I diplomi rilasciati dall'ITTL equivalgono a certificati di livello 4 EQF a livello internazionale, garantendo l’accesso al successivo livello di istruzione/formazione negli istituti di Istruzione e Formazione Tecnica Superiore (IFTS), presso gli enti di Istruzione Tecnica Superiore (ITS), le Università, le Accademie Militari e i corsi di Alta Formazione Artistica, Musicale e Coreutica (AFAM). La scuola organizza anche Corsi di formazione per il conseguimento delle competenze di livello direttivo per Ufficiali di Macchina e di Coperta. 

### Industria
Scarse le presenze industriali, da quando sono emigrate altrove le antiche "tonnare" cioè gli stabilimenti della lavorazione del tonno, famosi i due antichi marchi Sardanelli e Callipo.

### Turismo

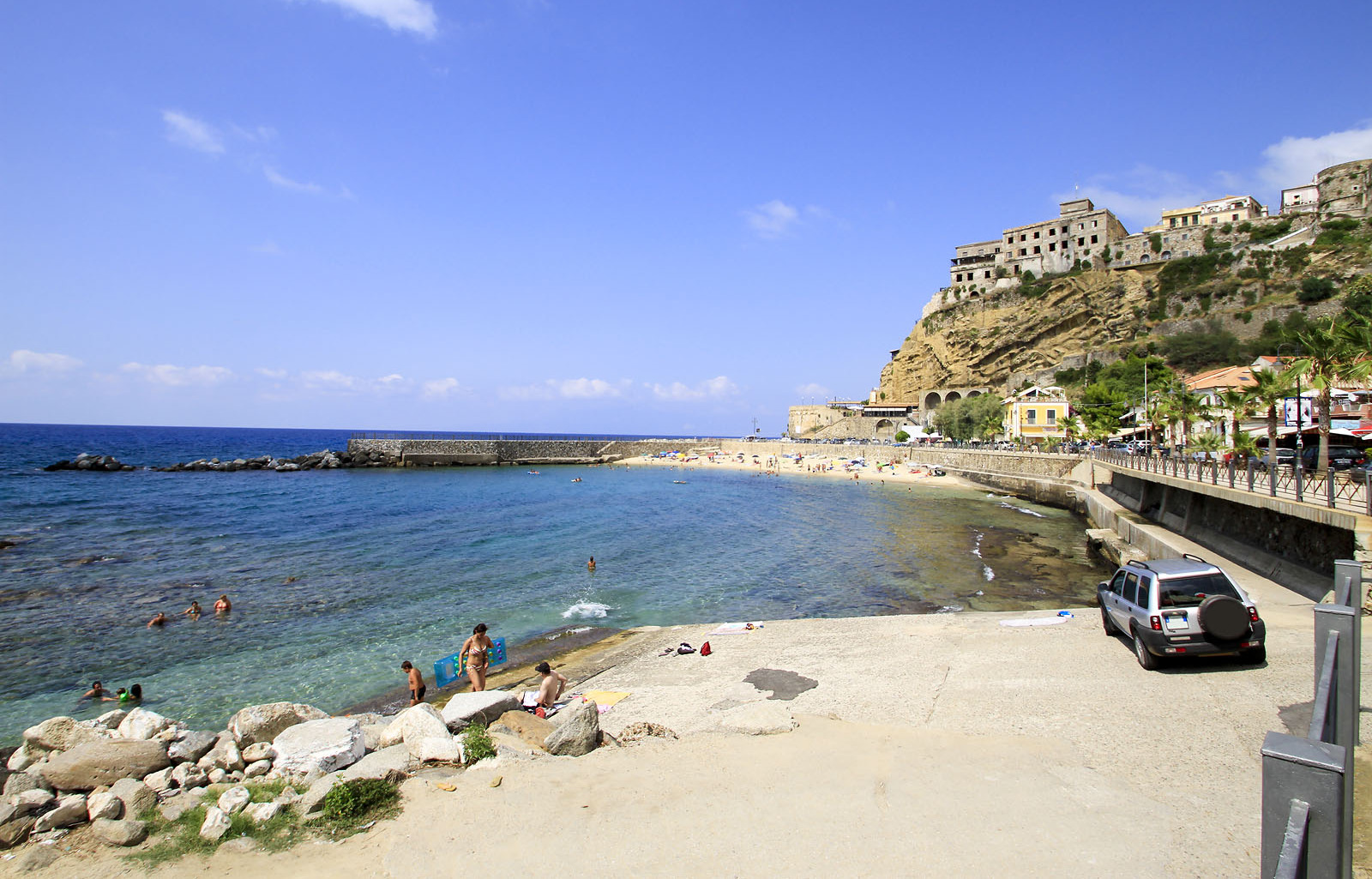
La spiaggia di Pizzo

Molto attivi alcuni villaggi residenziali internazionali sul litorale sabbioso a nord del Pizzo vero e proprio, mentre in città sono stagionalmente impegnati i ristoranti della Marina, e le gelaterie del lido. Contrariamente ad un andamento in passato concentrato sul mese di agosto e qualche settimana in luglio, ultimamente i villaggi della costa sono popolati di turismo non stagionale anche se di breve permanenza, provenienti dai paesi dell'Est e dai paesi del Nord Europa. La chiesetta di Piedigrotta e il centro richiamano un turismo di volata, proveniente dai villaggi di Tropea e della costa Vaticana. Affollate le notti estive pizzitane, alla Marina e nella piazza.
Il borgo è conosciuto per la produzione del tartufo di Pizzo e per la storica tradizione gelatiera, tanto da essere chiamato la città del gelato.

### Pizzo nella cultura di massa
Il comune è diventato famoso grazie al trio comico Aldo, Giovanni e Giacomo i quali, nel celeberrimo sketch di Tel chi el telùn, fanno un immaginario viaggio da Milano a Pizzo Calabro.

## Infrastrutture e trasporti

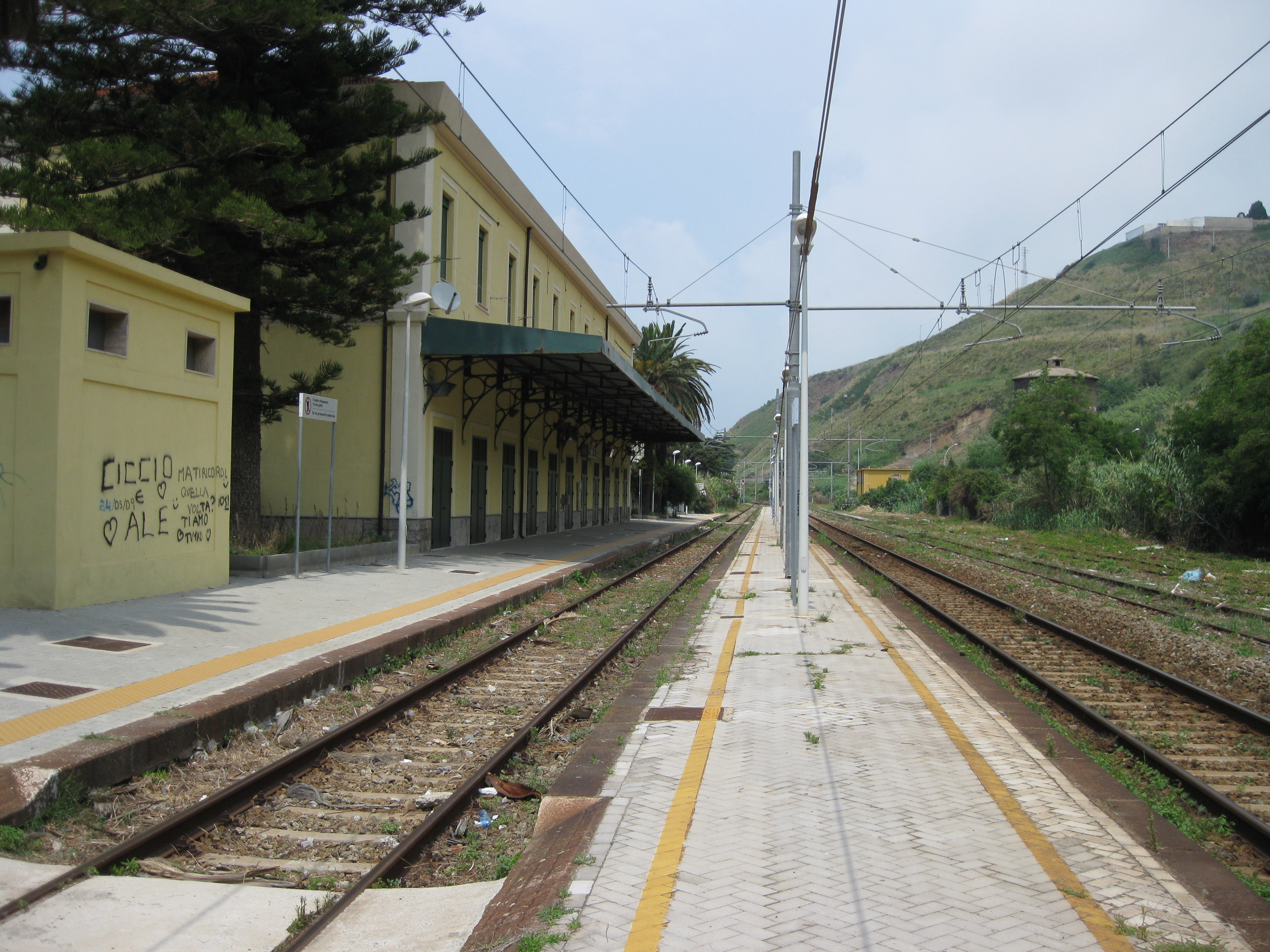
La stazione di Pizzo

La ferrovia collega Pizzo al resto del territorio nazionale da più di un secolo, con la linea storica che dalla stazione di Eccellente passa per Tropea; la stazione sorge all'estremità meridionale del centro. La nuova stazione, in comune con Vibo Valentia, fa parte della variante cosiddetta "direttissima"; sorge più nell'interno, sulla montagna, lontana da ambedue i centri abitati di Pizzo e Vibo.
Vi è una uscita sull'autostrada Salerno-Reggio Calabria per Pizzo, molto usata per raggiungere Tropea e la costa di Capo Vaticano. Il turismo, con base a Pizzo, può avvalersi del vicino e ampio comprensorio di tutta la provincia di Vibo Valentia, sia verso il mare sia verso l'entroterra.

## Amministrazione
| Periodo          | Periodo          | Primo cittadino                                    | Partito                                      | Carica                    | Note          |
| ---------------- | ---------------- | -------------------------------------------------- | -------------------------------------------- | ------------------------- | ------------- |
| 21 novembre 1993 | 16 novembre 1997 | Francescantonio Stillitani                         | Democrazia Cristiana                         | sindaco                   |               |
| 16 novembre 1997 | 27 maggio 2002   | Francescantonio Stillitani                         | lista civica di centro                       | sindaco                   |               |
| 27 maggio 2002   | 28 maggio 2007   | Giorgio Francesco Falcone                          | lista civica di centro-sinistra              | sindaco                   |               |
| 28 maggio 2007   | 10 maggio 2011   | Fernando Nicotra                                   | lista civica di centro                       | sindaco                   |               |
| 10 maggio 2011   | 7 maggio 2012    | Bruno Strati                                       |                                              | commissario straordinario |               |
| 7 maggio 2012    | 11 giugno 2017   | Gianluca Callipo                                   | lista civica di centro-sinistra "Tocca a Te" | sindaco                   |               |
| 11 giugno 2017   | 19 dicembre 2019 | Gianluca Callipo                                   | lista civica di centro-sinistra "Futura"     | sindaco                   |               |
| 19 dicembre 2019 | 28 febbraio 2020 | Antonio Reppucci                                   |                                              | commissario straordinario |               |
| 28 febbraio 2020 | 12 giugno 2022   | Antonio Reppucci Giuseppe Di Martino Antonio Corvo |                                              | commissario straordinario | [ 23 ] [ 24 ] |
| 12 giugno 2022   | in carica        | Sergio Pititto                                     | lista civica "Adesso Pizzo"                  | sindaco                   |               |